# 南港軟体園区駅
南港軟体園区駅（なんこうなんたいえんくえき）は台湾台北市南港区に位置する台北捷運内湖線（文湖線）の駅。駅番号はBR23。淡水線の大安森林公園駅、高雄捷運の高雄国際機場駅などと並び台湾では最も長い駅名である。なお、「軟体」は中国語でソフトウェアのことを指す。南港ソフトウェアパーク駅とも言う。

## 歴史
計画段階の仮称は経貿北だった。
- 2009年7月4日 - 内湖線開業と共に開業[3]。

## 駅構造
- 地上2階にコンコースと相対式ホーム2面2線を有する高架駅[4]:頁93-94。コンコースは片側にしかなくホーム間は跨線橋で往来する[4]:頁93-94。開業時点からホームドアが設置されている[5]。出入口は2箇所[4]:頁93-94。

### 駅階層
| 地上 三階 | 跨線橋                                 | ホーム連絡通路、機械室                                                                                |
| 地上 二階 | 相対式ホーム、車両右側のドアが開閉する | 相対式ホーム、車両右側のドアが開閉する                                                                |
| 地上 二階 | 1番線                                  | ←内湖線 南港展覧館方面へ（南港展覧館駅）                                                              |
| 地上 二階 | 2番線                                  | →内湖線 動物園方面へ（東湖駅）→                                                                       |
| 地上 二階 | 相対式ホーム、車両右側のドアが開閉する | |
| 地上 二階 | コンコース                             | コンコース、案内所、自動券売機、自動改札機、エスカレーター、トイレ（改札外駅北側）、2番線ホームと直通 |
| 地面      | 出入口                                 | 出入口                                                                                                |

### 駅出口
2つの出口ともに駅の北側である。出口1は駅の西端、出口2は駅の東端。
- 出口1：南港軟体園区
- 出口2：経貿一路
- 中信金融園区出口：經貿二路を渡るスカイウォークがあり、中信金融園区ビルに直結している。

## 利用状況
| 年   | 年間利用客数 | 年間利用客数 | 年間利用客数 | 年間利用客数 | 1日平均 | 1日平均 |
| 年   | 乗車         | 下車         | 乗降計       | 出典         | 乗車    | 乗降    |
| ---- | ------------ | ------------ | ------------ | ------------ | ------- | ------- |
| 2009 | 69,111       | 66,682       | 135,793      | [ 6 ]        | 382     | 750     |
| 2010 | 189,316      | 186,585      | 375,901      | [ 6 ]        | 519     | 1,030   |
| 2011 | 308,163      | 312,792      | 620,955      | [ 6 ]        | 844     | 1,701   |
| 2012 | 340,705      | 346,471      | 687,176      | [ 6 ]        | 931     | 1,878   |
| 2013 | 391,248      | 398,057      | 789,305      | [ 6 ]        | 1,072   | 2,162   |
| 2014 | 495,743      | 501,588      | 997,331      | [ 6 ]        | 1,358   | 2,732   |
| 2015 | 1,200,524    | 1,153,195    | 2,353,719    | [ 6 ]        | 3,289   | 6,449   |
| 2016 | 1,448,211    | 1,370,876    | 2,819,087    | [ 6 ]        | 3,957   | 7,702   |
| 2017 | 1,579,081    | 1,492,308    | 3,071,389    | [ 6 ]        | 4,326   | 8,415   |
| 2018 | 1,676,622    | 1,588,439    | 3,265,061    | [ 6 ]        | 4,593   | 8,945   |
| 2019 | 1,808,454    | 1,727,473    | 3,535,927    | [ 6 ]        | 4,955   | 9,687   |
| 2020 | 1,741,362    | 1,651,061    | 3,392,423    | [ 6 ]        | 4,758   | 9,269   |
| 2021 | 1,435,344    | 1,359,449    | 2,794,793    | [ 6 ]        | 3,932   | 7,657   |

## 駅周辺
南港ソフトウェア園区の員工通勤駅として建設された駅である。園区の整備進捗とどもに、周縁に更地状態のままの未開発地がまだ多い。
- 南港ソフトウェア園区（南港軟体園区） - 駅名の由来。
- 台北捷運内湖機廠（車両基地）
- YouBike（台北市公共自転車（中国語版））捷運南港軟体園区駅（2号出口）
- ららぽーと南港(建設中)

## 隣の駅
台北捷運
 内湖線
南港展覧館駅 BR24 - 南港軟体園区駅 BR23 - 東湖駅 BR22